# Javra epistomata
Javra epistomata là một loài tò vò trong họ Ichneumonidae.